# Beatriz Pichi Malen
Beatriz Pichi Malen (Los Toldos, Buenos Aires; 22 de abril de 1953),, conocida como Norma Beatriz Berretta, es una cantante argentina de origen mapuche.

## Biografía
Nacida en Los Toldos, es taranieta por vía materna del cacique Ignacio Coliqueo. Su trabajo artístico se relaciona con la búsqueda, rescate y difusión de la cultura mapuche, incluyendo presentaciones en mapudungun.
Su carrera artística comenzó alrededor de 1990, cuando fue invitada por la Fundación Rockefeller para participar en el IV Congreso Internacional de la Mujer en Manhattan.
En 2018, participó en Santiago de Chile en la tercera edición de Ruidosa Fest, el primer festival latinoamericano integrado únicamente por mujeres.
Primero estuvo casada con un gallego español, y luego, aproximadamente en 1986, se volvió a casar con el quechua Lucho Cruz, con quien tuvo una hija llamada Wychariy.

## Discografía
- 2000 - Plata
- 2005 - Añil
- 2015 - Mapuche
- Cuatro mujeres

### Colaboraciones
- Me mata la vida (de La Portuaria)
- Todo Canta (de Nano Stern), del disco Mil 500 Vueltas (2015).

## Libros
- Visitantes de la luz (antología poética)